# Jamón beibe
Jamón beibe es el séptimo disco de estudio del grupo de punk rock español Mamá Ladilla. Se trata de un disco-libro formado por 96 páginas, y con una hora de audio.
El álbum se publicó en septiembre del año 2010 a través del sello discográfico BOA.

## Lista de canciones
1. El clip
2. Jamón beibe
3. Nestor Patou
4. Para siempre
5. Los Charlies
6. Majaderos
7. Fuenteborreguna
8. Muchas unidades
9. El piercing
10. Himno
11. No me lo digas
12. Mérilin Feifa
13. Melodías imposibles
14. Absolutamente nada
15. Truños catódicos
16. Comportamientos atípicos
17. Analfabestia

## Créditos
- Juan Abarca — guitarra y voz
- Javier Rojas — bajo y coros
- Ferro — batería